# Gouvernement Monago
 Estrémadure
Fernández Vara I Fernández Vara II
Le gouvernement Monago est le gouvernement d'Estrémadure entre le 9 juillet 2011 et le 7 juillet 2015, durant la VIIIe législature de l'Assemblée d'Estrémadure. Il est présidé par José Antonio Monago.

## Composition

### Initiale
| Fonction                                                                                           | Titulaire | Titulaire | Parti |
| -------------------------------------------------------------------------------------------------- | --------- | --- | ----- |
| Président                                                                                          |           | José Antonio Monago | PP-E  |
| Vice-présidente, porte-parole de la Junte Conseillère à l'Emploi, à l'Entreprise et à l'Innovation |           | Cristina Elena Teniente Sánchez                                                                                               | PP-E  |
| Conseiller à l'Administration publique                                                             |           | Pedro Tomás Nevado-Batalla Moreno                                                                                             | PP-E  |
| Conseiller à l'Économie et aux Finances                                                            |           | Antonio Fernández Fernández                                                                                                   | PP-E  |
| Conseiller à l'Équipement, au Logement, à l'Aménagement du territoire et au Tourisme               |           | Víctor Gerardo del Moral Agúndez                                                                                              | PP-E  |
| Conseiller à l'Agriculture, au Développement rural, à l'Environnement et à l'Énergie               |           | José Antonio Echávarri Lomo                                                                                                   | PP-E  |
| Conseillère à l'Éducation et à la Culture                                                          |           | Trinidad Nogales Basarrate | PP-E  |
| Conseillère à la Santé et à la Politique sociale                                                   |           | Jerónima Sayagués Prieto (jusqu'au 06/02/2012) Francisco Javier Fernández Perianes (10/05/2012) Luis Alfonso Hernández Carrón | PP-E  |

### Remaniement du20 juin 2014
- Les nouveaux conseillers sont indiqués en gras, ceux ayant changé d'attributions en italique.

| Fonction                                                                                                 | Titulaire | Titulaire                         | Parti |
| --- | --------- | --------------------------------- | ----- |
| Président                                                                                                |           | José Antonio Monago               | PP-E  |
| Vice-présidente, porte-parole de la Junte Conseillère à l'Économie, à la Compétitivité et à l'Innovation |           | Cristina Elena Teniente Sánchez   | PP-E  |
| Conseiller aux Finances et à l'Administration publique                                                   |           | Clemente Juan Checa González      | PP-E  |
| Conseiller à l'Équipement, au Logement, à l'Aménagement du territoire et au Tourisme                     |           | Víctor Gerardo Del Moral Agúndez  | PP-E  |
| Conseiller à l'Agriculture, au Développement rural, à l'Environnement et à l'Énergie                     |           | José Antonio Echávarri Lomo       | PP-E  |
| Conseillère à l'Éducation et à la Culture                                                                |           | Trinidad Nogales Basarrate        | PP-E  |
| Conseiller à la Santé et à la Politique socio-sanitaire                                                  |           | Luis Alfonso Hernández Carrón     | PP-E  |
| Conseillère à l'Emploi, aux Femmes et aux Politiques sociales                                            |           | María de los Ángeles Muñoz Marcos | PP-E  |